# Mechernich
Mechernich är stad i Kreis Euskirchen i Nordrhein-Westfalen, Tyskland. Motorvägen A1 passerar staden.